# Ein Weihnachtsabend mit Julio Iglesias
Ein Weihnachtsabend mit Julio Iglesias (“Una Vigilia di Natale con Julio Iglesias”) è un album natalizio, in gran parte in lingua tedesca, pubblicato da Julio Iglesias nel 1978 su etichetta Decca Records..
L'album contiene in totale 22 brani: tra questi spiccano brani famosi in tutto il mondo quali  Adeste fideles ,  O Tannenbaum ,  Stille Nacht ,  In dulci jubilo  e White Christmas (in versione tedesca) e "classici" della tradizione natalizia tedesca quali  Alle Jahre wieder ,  Es ist ein' Ros' entsprungen ,  Ihr Kinderlein kommet ,  Leise rieselt der Schnee , O du fröhliche (O Sanctissima),
 Süßer die Glocken nie klingen , ecc. A questi si aggiungono alcuni brani in lingua spagnola.
Produttore dell'album è Otto Demler. Gli arrangiamenti sono a cura di Boris Jojić e Bert Olden.

## Tracce
Lato A: 
1. Leise rieselt der Schnee (Eduard Ebel)    1:41
2. Es ist ein Ros' entsprungen 	1:46
3. Weiße Weihnacht (White Christmas)   (Bruno Balz – Irving Berlin)    2:45
4. Ihr Kinderlein kommet (Johann Abraham Peter Schulz – Christoph von Schmid)    1:02
5. Am Weihnachtsbaum die Lichter brennen	0:37
6. O du fröhliche (O Sanctissima)  (Johannes Daniel Falk)  	1:43
7. Süßer die Glocken nie klingen (F. W. Kritzinger) 	2:50
8. La huída (Vidala Tucumana)	1:23
9. El nacimiento (Vidala Catamerquena)	0:45
10. Los pastores (Chaya Riojana)   (Ariel Ramírez – Félix Luna)   1:20
11. O Tannenbaum	3:56

Lato B: 
1. Stille Nacht Heilige Nacht  (Joseph Mohr - Franz Xaver Gruber)   2:55
2. Weißer Winterwald (Winter Wonderland )   (Richard B. Smith – Felix Bernard – Knud Schwielow)   1:38
3. Pferdchen lauf! 	1:36
4. Im Tal wird Es Still (Kreol. Wiegenlied)	 (Bert Olden – Boris Jojić – Joachim Relin – Trad.)   2.27
5. Kling Glöckchen klingelingeling (Karl Enslin)    0:31
6. Auf dem Berge, da wehet der Wind   1:34
7. Alle Jahre wieder 	3:06
8. Durch Die Zeit reist ein Traum (Ave Maria no Morro)   (Bert Olden - Herivelto Martins)    3:25
9. Adeste fideles 	0:46
10. Tochter Zion, Freuhe Dich	0:55
11. In dulci jubilo 	3:14